# Afraid of Ghosts
Afraid of Ghosts — седьмой студийный альбом американского рок-музыканта Бутча Уокера и второй, выпущенный под именем Butch Walker and the Black Widows. Он был выпущен 3 февраля 2015 года на компакт-дисках, виниле и в цифровом формате с помощью лейблов Dangerbird Records (США) и Lojinx (Европа, 2 февраля). Альбом был анонсирован 6 октября 2014 года, с выходом первого сингла, «Chrissie Hynde». Премьера заглавного трека альбома состоялась 20 октября 2014 года.
Альбом получил положительные отзывы критиков.
Уокер потратил год на написание этого альбома и записал его всего за четыре дня, через год после смерти отца. По словам Уокера, альбом — это способ «примириться с прошлым и жить ради будущего». Он о том, как «примириться со своими призраками, взять то, что пугает тебя больше всего. И превратить это в нечто реальное». Альбом был спродюсирован певцом/автором Райаном Адамсом в его студии PAX AM, а также в нём приняли участие такие приглашённые музыканты, как Джонни Депп, Майк Виола и Боб Моулд.

## Отзывы
| Совокупная оценка   | Совокупная оценка |
| Источник            | Оценка            |
| ------------------- | ----------------- |
| Metacritic          | 77/100            |
| Оценки критиков     |                   |
| Источник            | Оценка            |
| AbsolutePunk        | [ 7 ]             |
| Allmusic            | [ 8 ]             |
| American Songwriter | [ 9 ]             |
| The A.V. Club       | B                 |
| Music Connection    | [ 11 ]            |
| Sputnikmusic        | [ 12 ]            |

Альбом получил в основном положительные отзывы критиков.
Его рейтинг на Metacritic равный 77 из 100 означает «в целом благоприятные отзывы».

## Коммерческий успех
Альбом дебютировал в Billboard 200 на 104-м месте, с продажами около 6 000 копий за первую неделю. По состоянию на июль 2016 года в Соединённых Штатах было продано 13 000 копий.

## Список композиций
| №   | Название                              | Автор(ы)                                    | Длительность |
| --- | ------------------------------------- | ------------------------------------------- | ------------ |
| 1.  | «Bodegas and Blood»                   | Бутч Уокер, Fran Capitanelli, Michael Trent | 3:53         |
| 2.  | «Every Single Body Else»              | Chris Unck, Trent                           | 3:00         |
| 3.  | «Summer of '89»                       | Walker                                      | 4:15         |
| 4.  | «Sweethearts»                         | Capitanelli, Trent                          | 3:03         |
| 5.  | «Day Drunk»                           | Walker, Trent                               | 3:55         |
| 6.  | «Synthesizers»                        | Jake Sinclair, Trent                        | 3:25         |
| 7.  | «Dublin Crow»                         | Walker                                      | 2:50         |
| 8.  | «Closest Thing To You I'm Gonna Find» | Walker                                      | 3:56         |
| 9.  | «Bullet Belt»                         | Walker, Trent                               | 4:04         |
| 10. | «Sucker Punch»                        | Walker, Trent                               | 3:54         |

| №   | Название                                           | Автор(ы)      | Длительность |
| --- | -------------------------------------------------- | ------------- | ------------ |
| 11. | «Answering Machine Girl» (iTunes U.K. bonus track) | Walker, Trent | 3:34         |

## Чарты
| Чарт (2015)                           | Высшая позиция |
| ------------------------------------- | -------------- |
| США (Billboard 200)                   | 104            |
| США (Billboard Independent Albums)    | 6              |
| США (Billboard Folk Albums)           | 4              |
| США (Billboard Top Rock Albums)       | 12             |
| США (Billboard Top Tastemaker Albums) | 21             |
| США (Billboard Vinyl Albums)          | 13             |